# AFC Champions League 2015 - Fase a gironi
La fase a gironi della AFC Champions League 2015 è stata giocata dal 24 febbraio al 6 maggio 2015. A questa fase partecipano 32 squadre divise in 8 gironi. Le prime due classificate di ciascun girone si qualificano per la fase a eliminazione diretta.

## Formato
L'11 dicembre 2014 presso l'AFC House a Kuala Lumpur, Malaysia, le 32 squadre qualificate (16 per l'Asia Occidentale e 16 per l'Asia Orientale) sono state sorteggiate in 8 gironi da 4 squadre ciascuno. Squadre della stessa federazione non possono essere inserite nello stesso girone. In ogni girone ogni squadra affronta le altre due volte, una in casa e l'altra in trasferta, per un totale di 6 partite a testa.
La classifica viene stilata in base ai punti conquistati (3 punti a vittoria, 1 a pareggio e 0 a sconfitta). In caso di pari punti, l'ordine viene stilato secondo i seguenti criteri:
- punti conquistati negli scontri diretti;
- differenza reti negli scontri diretti;
- reti realizzate negli scontri diretti;
- reti realizzate in trasferta negli scontri diretti;
- se con i precedenti criteri le squadre sono ancora appaiate, gli stessi criteri si applicano tra le squadre appaiate, altrimenti si passa ai criteri successivi;
- differenza reti totale;
- reti totali realizzate;
- tiri di rigore tra due squadre che sono appaiate e sono entrambe sul campo da gioco;
- minor punteggio nei cartellini gialli e rossi accumulati nelle partite del girone (1 punto per cartellino giallo, 3 punti per cartellino rosso che segue due cartellini gialli, 3 punti per cartellino rosso diretto, 4 punti per cartellino giallo seguito da cartellino rosso diretto);
- miglior punteggio nel ranking delle rispettive federazioni.

## Squadre partecipanti[2]
| Zona                          | Squadre |
| ----------------------------- | --- |
| Asia Occidentale (Gironi A–D) | - Al-Nassr - Al-Shabab - Al-Hilal - Foolad - Tractor Sazi - Persepolis - Pakhtakor - Lokomotiv Tashkent - Nasaf Qarshi - Al-Ahli - Al-Ain - Lekhwiya - Al-Ahli (vincitore play-off qualificazione) - Naft Tehran (vincitore play-off qualificazione) - Bunyodkor (vincitore play-off qualificazione) - Al-Sadd (vincitore play-off qualificazione) |
| Asia Orientale (Gironi E–H)   | - Jeonbuk Hyundai Motors - Seongnam FC - Suwon Samsung Bluewings - Gamba Osaka - Urawa Red Diamonds - Kashima Antlers - Brisbane Roar - Western Sydney Wanderers - Guangzhou Evergrande - Shandong Luneng Taishan - Buriram United - Becamex Bình Dương - FC Seoul (vincitore play-off qualificazione) - Kashiwa Reysol (vincitore play-off qualificazione) - Guangzhou R&F (vincitore play-off qualificazione) - Beijing Guoan (vincitore play-off qualificazione) |

## Gironi[3]

### Girone A
| Squadra    | P.ti | G | V | P | S | GF | GS | DG |
| ---------- | ---- | - | - | - | - | -- | -- | -- |
| Lekhwiya   | 13   | 6 | 4 | 1 | 1 | 9  | 5  | +4 |
| Persepolis | 12   | 6 | 4 | 0 | 2 | 7  | 7  | 0  |
| Al-Nassr   | 8    | 6 | 2 | 2 | 2 | 7  | 6  | +1 |
| Bunyodkor  | 1    | 6 | 0 | 1 | 5 | 2  | 7  | -5 |

#### Prima giornata
| Arbitro: | Hettikamkanamge Perera |

|                                         |           |  |
| Bengar 60’ Norouzi 66’ Nouri 83’ (rig.) | Marcatori |  |

| Arbitro: | Muhammad Taqi Aljaafari Bin Jahari |

|                |           |              |
| Estoyanoff 51’ | Marcatori | 14’ Urinboev |

#### Seconda giornata
| Arbitro: | Kim Dong-jin |

|  |           |                  |
|  | Marcatori | 21’ (rig.) Nouri |

| Arbitro: | Mohanad Qasim Eesee Sarray |

|           |           |                    |
| Weiss 51’ | Marcatori | 47’ (autogol) Musa |

#### Terza giornata
| Arbitro: | Jumpei Iida |

|  |           |                        |
|  | Marcatori | 28’ (rig.) Nam Tae-hee |

| Arbitro: | Ryuji Sato |

|                                                |           |  |
| Mierzejewski 32’ Estoyanoff 86’ Al-Raheb 90+5’ | Marcatori |  |

#### Quarta giornata
| Arbitro: | Ma Ning |

|                   |           |  |
| Taremi 62’ (rig.) | Marcatori |  |

| Arbitro: | Abdullah Al Hilali |

|           |           |  |
| Weiss 43’ | Marcatori |  |

#### Quinta giornata
| Arbitro: | Liu Kwok Man |

|  |           |                  |
|  | Marcatori | 33’ Mierzejewski |

| Arbitro: | Ben Williams |

|                                       |           |  |
| Msakni 69’ Nam Tae-hee 83’ Afif 90+3’ | Marcatori |  |

#### Sesta giornata
| Arbitro: | Kim Jong-hyeok |

|              |           |                                             |
| Al-Raheb 36’ | Marcatori | 28’ Msakni 32’ Nam Tae-hee 58’ (rig.) Soria |

| Arbitro: | Yudai Yamamoto |

|                                         |           |              |
| Nouri 49’ (rig.) Jurabaev 73’ (autogol) | Marcatori | 61’ Rashidov |

### Girone B
| Squadra     | P.ti | G | V | P | S | GF | GS | DG |
| ----------- | ---- | - | - | - | - | -- | -- | -- |
| Al-Ain      | 12   | 6 | 3 | 3 | 0 | 7  | 2  | +5 |
| Naft Tehran | 8    | 6 | 2 | 2 | 2 | 8  | 8  | 0  |
| Pakhtakor   | 6    | 6 | 1 | 3 | 2 | 6  | 8  | -2 |
| Al-Shabab   | 5    | 6 | 1 | 2 | 3 | 5  | 8  | -3 |

#### Prima giornata
| Arbitro: | Masaaki Toma |

|                            |           |              |
| Makharadze 48’ Sergeev 85’ | Marcatori | 59’ Ghorbani |

| Al Ain 24 febbraio 2015, ore 19:00 UTC+4 | Al-Ain                       | 0 – 0 referto | Al-Shabab | Hazza Bin Zayed Stadium (15 426 spett.)\| Arbitro: \| Mohd Amirul Izwan Bin Yaacob \| |
| Arbitro:                                 | Mohd Amirul Izwan Bin Yaacob |               |           |                                                                                       |

#### Seconda giornata
| Arbitro: | Tan Hai |

|              |           |                 |
| Kouroshi 50’ | Marcatori | 58’ (rig.) Gyan |

| Arbitro: | Peter Green |

|                            |           |                                   |
| Al-Khaibari 35’ Hazazi 84’ | Marcatori | 62’ Sergeev 71’ (rig.) Makharadze |

#### Terza giornata
| Arbitro: | Kim Jong-hyeok |

|  |           |           |
|  | Marcatori | 61’ Stoch |

| Arbitro: | Kim Dong-jin |

|                           |           |                   |
| Motahari 86’ Padovani 90’ | Marcatori | 43’ (rig.) Hazazi |

#### Quarta giornata
| Arbitro: | Fahad Al-Marri |

|           |           |               |
| Kembo 20’ | Marcatori | 45+2’ Sergeev |

| Arbitro: | Hettikamkanamge Perera |

|  |           |                                      |
|  | Marcatori | 57’ Amiri 83’ Motahari 90+1’ Aliyari |

#### Quinta giornata
| Arbitro: | Kim Sang-woo |

|            |           |           |
| Rezaei 25’ | Marcatori | 36’ Kozak |

| Arbitro: | Minoru Tōjō |

|  |           |          |
|  | Marcatori | 58’ Gyan |

#### Sesta giornata
| Arbitro: | Peter Green |

|  |           |                                  |
|  | Marcatori | 6’ Al-Shameri 65’ (pen.) Al Asta |

| Arbitro: | Peter Green |

|                                    |           |  |
| Abdulrahman 63’ Gyan 74’ Kembo 87’ | Marcatori |  |

### Girone C
| Squadra            | P.ti | G | V | P | S | GF | GS | DG |
| ------------------ | ---- | - | - | - | - | -- | -- | -- |
| Al-Hilal           | 13   | 6 | 4 | 1 | 1 | 9  | 4  | +5 |
| Al-Sadd            | 10   | 6 | 3 | 1 | 2 | 9  | 9  | 0  |
| Foolad             | 6    | 6 | 1 | 3 | 2 | 2  | 4  | -2 |
| Lokomotiv Tashkent | 4    | 6 | 1 | 1 | 4 | 10 | 13 | -3 |

#### Prima giornata
| Ahvaz 24 febbraio 2015, ore 16:00 UTC+3:30 | Foolad       | 0 – 0 referto | Al-Sadd | Ghadir Stadium (37 843 spett.)\| Arbitro: \| Kim Sang-woo \| |
| Arbitro:                                   | Kim Sang-woo |               |         |                                                              |

| Arbitro: | Kim Jong-hyeok |

|                                   |           |              |
| Kariri 11’ Al-Salem 14’ Neves 71’ | Marcatori | 39’ Mirzayev |

#### Seconda giornata
| Arbitro: | Ryuji Sato |

|           |           |              |
| Zoteev 6’ | Marcatori | 32’ Jama'ati |

| Arbitro: | Ahmed Al-Kaf |

|             |           |  |
| Ibrahim 29’ | Marcatori |  |

#### Terza giornata
| Ahvaz 17 marzo 2015, ore 16:00 UTC+3:30 | Foolad         | 0 – 0 referto | Al-Hilal | Ghadir Stadium (37 452 spett.)\| Arbitro: \| Jarred Gillett \| |
| Arbitro:                                | Jarred Gillett |               |          |                                                                |

| Arbitro: | Ben Williams |

|                                                                          |           |                                  |
| Ibrahim 27’ (rig.), 50’ Al Haidos 34’ Belhadj 40’ Hassan 63’ Grafite 66’ | Marcatori | 56’ Kojašević 77’ (pen.) Hasanov |

#### Quarta giornata
| Arbitro: | Kim Dong-jin |

|                                                            |           |  |
| Bikmaev 7’, 14’ Shoakhmedov 55’ Kojašević 79’ Koryan 90+1’ | Marcatori |  |

| Arbitro: | Masaaki Toma |

|                                 |           |  |
| Al-Shamrani 46’ Al-Shahrani 61’ | Marcatori |  |

#### Quinta giornata
| Arbitro: | Nagor Amir Noor Mohamed |

|                    |           |                         |
| Abdukholiqov 90+4’ | Marcatori | 56’ Al Abed 72’ Al-Zori |

| Arbitro: | Mohd Amirul Izwan Bin Yaacob |

|             |           |  |
| Muriqui 42’ | Marcatori |  |

#### Sesta giornata
| Arbitro: | Ma Ning |

|               |           |  |
| Jahantigh 89’ | Marcatori |  |

| Arbitro: | Ko Hyung-jin |

|                                   |           |                      |
| Al-Salem 20’ Kasola 69’ (autogol) | Marcatori | 32’ (rig.) Al Haidos |

### Girone D
| Squadra      | P.ti | G | V | P | S | GF | GS | DG |
| ------------ | ---- | - | - | - | - | -- | -- | -- |
| Al-Ahli      | 12   | 6 | 3 | 3 | 0 | 11 | 7  | +4 |
| Al-Ahli      | 8    | 6 | 2 | 2 | 2 | 8  | 8  | 0  |
| Nasaf Qarshi | 8    | 6 | 2 | 2 | 2 | 5  | 5  | 0  |
| Tractor Sazi | 4    | 6 | 1 | 1 | 4 | 7  | 11 | -4 |

#### Prima giornata
| Arbitro: | Abdullah Al Hilali |

|                            |           |            |
| Shomurodov 46’ Karimov 52’ | Marcatori | 32’ Edinho |

| Arbitro: | Minoru Tōjō |

|                                |           |                                         |
| Al Hammadi 19’, 79’ Khalil 43’ | Marcatori | 2’ Osvaldo 41’ Al-Mogahwi 57’ Al-Jassim |

#### Seconda giornata
| Arbitro: | Ko Hyung-jin |

|                |           |  |
| Ahmadzadeh 40’ | Marcatori |  |

| Arbitro: | Strebre Delovski |

|                          |           |               |
| Al Soma 22’ Al-Amari 78’ | Marcatori | 65’ Geworkýan |

#### Terza giornata
| Dubai 18 marzo 2015, ore 20:35 UTC+4 | Al-Ahli                    | 0 – 0 referto | Nasaf Qarshi | Al-Rashid Stadium (3 121 spett.)\| Arbitro: \| Mohanad Qasim Eesee Sarray \| |
| Arbitro:                             | Mohanad Qasim Eesee Sarray |               |              |                                                                              |

| Arbitro: | Ahmed Al-Kaf |

|                    |           |  |
| Al-Jassim 71’, 79’ | Marcatori |  |

#### Quarta giornata
| Arbitro: | Ryuji Sato |

|                        |           |                  |
| Edinho 60’ Saghebi 77’ | Marcatori | 74’, 90’ Al Soma |

| Arbitro: | Kim Jong-hyeok |

|  |           |             |
|  | Marcatori | 81’ Ribeiro |

#### Quinta giornata
| Arbitro: | Muhammad Taqi Aljaafari Bin Jahari |

|           |           |                    |
| Kiani 52’ | Marcatori | 59’ (71) Geworkýan |

| Arbitro: | Abdullah Balideh |

|                                  |           |             |
| Abu Radeah 78’ Bruno César 90+4’ | Marcatori | 16’ Ribeiro |

#### Sesta giornata
| Arbitro: | Kim Dong-jin |

|                             |           |                               |
| Ribeiro 58’ Khalil 77’, 88’ | Marcatori | 21’ Bayrami 67’ Nariman Jahan |

| Karshi 5 maggio 2015, ore 20:30 UTC+5 | Nasaf Qarshi | 0 – 0 referto | Al-Ahli | Qarshi Stadium (16 000 spett.)\| Arbitro: \| Masaaki Toma \| |
| Arbitro:                              | Masaaki Toma |               |         |                                                              |

### Girone E
| Squadra                 | P.ti | G | V | P | S | GF | GS | DG |
| ----------------------- | ---- | - | - | - | - | -- | -- | -- |
| Kashiwa Reysol          | 11   | 6 | 3 | 2 | 1 | 14 | 9  | +5 |
| Jeonbuk Hyundai         | 11   | 6 | 3 | 2 | 1 | 14 | 6  | +8 |
| Shandong Luneng Taishan | 7    | 6 | 2 | 1 | 3 | 13 | 17 | -4 |
| Becamex Bình Dương      | 4    | 6 | 1 | 1 | 4 | 6  | 15 | -9 |

#### Prima giornata
| Jeonju 24 febbraio 2015, ore 19:00 UTC+9 | Jeonbuk Hyundai Motors | 0 – 0 referto | Kashiwa Reysol | Jeonju World Cup Stadium (13 422 spett.)\| Arbitro: \| Chris Beath \| |
| Arbitro:                                 | Chris Beath            |               |                |                                                                       |

| Arbitro: | Ben Williams |

|                                    |           |                                  |
| Oseni 48’ Wang Qiang 56’ (autogol) | Marcatori | 47’ Wang Yongpo 61’, 81’ Yang Xu |

#### Seconda giornata
| Arbitro: | Mohammed Abdulla Hassan Mohamed |

|             |           |                                                         |
| Yang Xu 61’ | Marcatori | 21’ Edu 71’ Han Kyo-won 76’ Lee Jae-sung 90+3’ Leonardo |

| Arbitro: | Fahad Al-Marri |

|                                                                   |           |           |
| Kudo 42’, 67’ Vranković 44’ (autogol) Kim Chang-soo 56’ Otani 75’ | Marcatori | 82’ Oseni |

#### Terza giornata
| Arbitro: | Ravshan Irmatov |

|                         |           |              |
| Taketomi 23’ Wako 90+2’ | Marcatori | 51’ Montillo |

| Arbitro: | Abdullah Balideh |

|                                   |           |  |
| Eninho 16’ Lee Dong-gook 41’, 88’ | Marcatori |  |

#### Quarta giornata
| Arbitro: | Alireza Faghani |

|                                                                |           |                                         |
| Wang Yongpo 4’ Júnior Urso 34’ Montillo 37’ Yang Xu 49’ (rig.) | Marcatori | 23’ Leandro 29’ Kudo 32’, 76’ Cristiano |

| Arbitro: | Jarred Gillett |

|             |           |            |
| Dieng 90+3’ | Marcatori | 31’ Eninho |

#### Quinta giornata
| Arbitro: | Nawaf Shukralla |

|                              |           |                        |
| Eduardo 9’ Taketomi 20’, 39’ | Marcatori | 67’, 81’ Lee Dong-gook |

| Arbitro: | Ammar Al-Jeneibi |

|                                  |           |                        |
| Yang Xu 27’, 70’ Júnior Urso 61’ | Marcatori | 19’ Nguyễn Trọng Hoàng |

#### Sesta giornata
| Arbitro: | Hettikamkanamge Perera |

|                                                             |           |                 |
| Lee Jae-sung 25’ Kim Hyung-il 51’ Eninho 80’ (pen.) Edu 88’ | Marcatori | 45+1’ Wang Tong |

| Arbitro: | Fahad Al-Mirdasi |

|                  |           |  |
| Lê Công Vinh 56’ | Marcatori |  |

### Girone F
| Squadra        | P.ti | G | V | P | S | GF | GS | DG  |
| -------------- | ---- | - | - | - | - | -- | -- | --- |
| Gamba Osaka    | 10   | 6 | 3 | 1 | 2 | 10 | 7  | +3  |
| Seongnam FC    | 10   | 6 | 3 | 1 | 2 | 7  | 5  | +2  |
| Buriram United | 10   | 6 | 3 | 1 | 2 | 12 | 7  | +5  |
| Guangzhou R&F  | 4    | 6 | 1 | 1 | 4 | 3  | 13 | -10 |

#### Prima giornata
| Arbitro: | Mohsen Torky |

|  |           |                             |
|  | Marcatori | 10’ Hamdallah 80’ Wang Song |

| Arbitro: | Mohammed Abdulla Hassan Mohamed |

|                       |           |                         |
| Prakit 16’ Macena 18’ | Marcatori | 87’ (autogol) Narubadin |

#### Seconda giornata
| Arbitro: | Ravshan Irmatov |

|                                 |           |  |
| Bueno 8’ (rig.) Hwang Ui-jo 67’ | Marcatori |  |

| Arbitro: | Mohd Amirul Izwan Bin Yaacob |

|            |           |                           |
| Lu Lin 27’ | Marcatori | 44’ Go Seul-ki 90’ Macena |

#### Terza giornata
| Arbitro: | Fahad Al-Marri |

|  |           |                 |
|  | Marcatori | 27’ Hwang Ui-jo |

| Arbitro: | Alireza Faghani |

|         |           |                |
| Abe 39’ | Marcatori | 62’ Theerathon |

#### Quarta giornata
| Seongnam 7 aprile 2015, ore 19:30 UTC+9 | Seongnam FC     | 0 – 0 referto | Guangzhou R&F | Tancheon Sports Complex (5 777 spett.)\| Arbitro: \| Nawaf Shukralla \| |
| Arbitro:                                | Nawaf Shukralla |               |               |                                                                         |

| Arbitro: | Ahmed Al-Kaf |

|               |           |                    |
| Theerathon 9’ | Marcatori | 41’ Lins 87’ Omori |

#### Quinta giornata
| Arbitro: | Fahad Al-Mirdasi |

|                                         |           |           |
| Kim Do-heon 27’ (rig.) Nam Joon-jae 38’ | Marcatori | 77’ Diogo |

| Arbitro: | Adham Makhadmeh |

|  |           |                                        |
|  | Marcatori | 14’, 45’ Patric 44’, 68’ Abe 70’ Usami |

#### Sesta giornata
| Arbitro: | Mohammed Abdulla Hassan Mohamed |

|                    |           |                 |
| Usami 64’ Lins 82’ | Marcatori | 15’ Hwang Ui-jo |

| Arbitro: | Ammar Al-Jeneibi |

|                                          |           |  |
| Diogo 12’, 38’, 56’ Túñez 36’ Macena 59’ | Marcatori |  |

### Girone G
| Squadra            | P.ti | G | V | P | S | GF | GS | DG |
| ------------------ | ---- | - | - | - | - | -- | -- | -- |
| Beijing Guoan      | 11   | 6 | 3 | 2 | 1 | 6  | 3  | +3 |
| Suwon S.B.         | 11   | 6 | 3 | 2 | 1 | 11 | 8  | +3 |
| Brisbane Roar      | 7    | 6 | 2 | 1 | 3 | 7  | 9  | -2 |
| Urawa Red Diamonds | 4    | 6 | 1 | 1 | 4 | 5  | 9  | -4 |

#### Prima giornata
| Arbitro: | Ahmed Al-Kaf |

|  |           |                  |
|  | Marcatori | 90+3’ Shao Jiayi |

| Arbitro: | Ammar Al-Jeneibi |

|                          |           |                |
| Oh Beom-Seok 56’ Léo 87’ | Marcatori | 45+1’ Moriwaki |

#### Seconda giornata
| Arbitro: | Ilgiz Tantashev |

|  |           |             |
|  | Marcatori | 3’ Borrello |

| Arbitro: | Hettikamkanamge Perera |

|                |           |  |
| Damjanović 65’ | Marcatori |  |

#### Terza giornata
| Arbitro: | Mohammed Abdulla Hassan Mohamed |

|                          |           |  |
| Batalla 78’ Yu Dabao 84’ | Marcatori |  |

| Arbitro: | Fahad Al-Mirdasi |

|                            |           |                                       |
| Borrello 13’ Clut 22’, 80’ | Marcatori | 39’, 50’ Seo Jung-Jin 71’ Jong Tae-Se |

#### Quarta giornata
| Arbitro: | Abdullah Balideh |

|            |           |              |
| Makino 74’ | Marcatori | 33’ Yu Dabao |

| Arbitro: | Abdulrahman Al-Jassim |

|                                                      |           |            |
| Kwon Chang-Hoon 51’ Seo Jung-Jin 59’ Yeom Ki-Hun 65’ | Marcatori | 76’ DeVere |

#### Quinta giornata
| Arbitro: | Ahmed Al-Kaf |

|                 |           |                         |
| Ljubijankič 69’ | Marcatori | 74’ Ko Cha-Won 89’ Kaio |

| Arbitro: | Valentin Kovalenko |

|  |           |                 |
|  | Marcatori | 39’ Kaluđerović |

#### Sesta giornata
| Arbitro: | Alireza Faghani |

|                 |           |                     |
| Kaluđerović 70’ | Marcatori | 24’ Koroki 57’ Muto |

| Arbitro: | Ravshan Irmatov |

|         |           |                |
| Léo 27’ | Marcatori | 25’ Damjanović |

### Girone H
| Squadra              | P.ti | G | V | P | S | GF | GS | DG |
| -------------------- | ---- | - | - | - | - | -- | -- | -- |
| Guangzhou Evergrande | 10   | 6 | 3 | 1 | 2 | 9  | 9  | 0  |
| FC Seoul             | 9    | 6 | 2 | 3 | 1 | 5  | 4  | +1 |
| Western Sydney W.    | 8    | 6 | 2 | 2 | 2 | 9  | 7  | +2 |
| Kashima Antlers      | 6    | 6 | 2 | 0 | 4 | 10 | 13 | -3 |

#### Prima giornata
| Arbitro: | Fahad Al-Mirdasi |

|         |           |                                               |
| Doi 68’ | Marcatori | 54’ (autogol) Shoji 86’ Takahagi 90+3’ Bridge |

| Arbitro: | Mohanad Qasim Eesee Sarray |

|             |           |  |
| Goulart 31’ | Marcatori |  |

#### Seconda giornata
| Arbitro: | Nagor Amir Noor Mohamed |

|                             |           |                       |
| La Rocca 57’ Castelen 90+5’ | Marcatori | 19’, 58’, 64’ Goulart |

| Arbitro: | Alireza Faghani |

|                 |           |  |
| Kim Jin-Kyu 66’ | Marcatori |  |

#### Terza giornata
| Seoul 18 marzo 2015, ore 19:30 UTC+9 | FC Seoul         | 0 – 0 referto | Western Sydney Wanderers | Seoul World Cup Stadium (5 645 spett.)\| Arbitro: \| Ammar Al-Jeneibi \| |
| Arbitro:                             | Ammar Al-Jeneibi |               |                          |                                                                          |

| Arbitro: | Mohd Amirul Izwan Bin Yaacob |

|                                              |           |                                      |
| Goulart 10’, 62’ Elkeson 57’ Zhao Xuri 90+2’ | Marcatori | 36’ Takasaki 51’ Doi 90+3’ Shibasaki |

#### Quarta giornata
| Arbitro: | Valentin Kovalenko |

|           |           |               |
| Bulut 12’ | Marcatori | 72’ Go Yo-Han |

| Arbitro: | Mohd Amirul Izwan Bin Yaacob |

|                                |           |             |
| Endo 19’ (rig.) Takasaki 90+3’ | Marcatori | 75’ Elkeson |

#### Quinta giornata
| Arbitro: | Khamis Al-Marri |

|                |           |                        |
| Rukavytsya 24’ | Marcatori | 66’ Doi 90+1’ Kanazaki |

| Seoul 21 aprile 2015, ore 19:30 UTC+9 | FC Seoul              | 0 – 0 referto | Guangzhou Evergrande | Seoul World Cup Stadium (17 157 spett.)\| Arbitro: \| Abdulrahman Al-Jassim \| |
| Arbitro:                              | Abdulrahman Al-Jassim |               |                      |                                                                                |

#### Sesta giornata
| Arbitro: | Nawaf Shukralla |

|  |           |                        |
|  | Marcatori | 33’ Bridge 90+3’ Juric |

| Arbitro: | Abdullah Al Hilali |

|                          |           |                                          |
| Akasaki 8’ Shibasaki 79’ | Marcatori | 36’ Lee Woong-Hee 51’ Osmar 90+1’ Molina |